# Кнорринг, Ольга Эвертовна
Ольга Эвертовна Кнорринг-Неуструева (до 1917 — фон Кнорринг; 1887—1978) — русская и советская учёная-ботаник, специалист по систематике семейства Губоцветные.

## Биография
Ольга Эвертовна Кнорринг родилась 23 мая (5 июня) 1887 года в Санкт-Петербурге младшей дочерью в семье дворянина из финляндских шведов полковника Эверта Казимира фон Кнорринга (1843—1888) и Любови Арсеньевны Шабишевой (ум. 1893). С молодости работала в Императорском ботаническом саду, с 1908 года принимала участие в многочисленных ботанических экспедициях в Туркестан и Среднюю Азию, во время которых сблизилась с ботаником Борисом Федченко. В 1907 году ей была присвоена учёная степень кандидата биологических наук.
Ольга Эвертовна была замужем за путешественником и геологом Сергеем Семёновичем Неуструевым (1874—1928).
Ольга Эвертовна Кнорринг-Неуструева скончалась в Ленинграде в 1978 году.

## Научная деятельность
Ольга Эвертовна существенно расширила коллекции гербария Ботанического института. Она путешествовала по Средней Азии пешим ходом, а также на лошадях, ишаках и верблюдах, часто вместе со своей двоюродной сестрой Зинаидой фон Минквиц. Кнорринг составила первую карту растительности Туркестана, включённую в книгу Федченко «Очерки растительности Туркестана». Была одной из первых, кто описал растительный мир территорий Узбекистана, которые впоследствии отошли Зааминскому заповеднику
Ольга Кнорринг специализировалась на изучении семейства Губоцветные, в частности, много сил уделила изучению лекарственного растения зайцегуба. Также она была автором монографической обработки многих родов лилейных и губоцветных для книги «Флора СССР».
Кнорринг-Неуструева была членом Географического общества СССР и Всесоюзного ботанического общества. Ей была присуждена малая золотая медаль Географического общества.

### Научные публикации
- Минквиц З. А. фон, Кнорринг О. Э. фон. Растительность Чимкентского уезда Сыр-Дарьинской области. — Петроград, 1910. — 132 с.
- Кнорринг О. Э. фон, Минквиц З. А. фон. Растительность Аулие-Атинского уезда Сыр-Дарьинской области. — Петроград, 1912. — 201 с.
- Кнорринг О. Э. фон, Минквиц З. А. фон. Растительность Перовского уезда Сыр-Дарьинской области. — Петроград, 1913. — 91 с.
- Кнорринг О. Э. фон. Ботанико-географический очерк Наманганского уезда. — Петроград, 1915. — 111 с.

### Растения, названные в честь О. Э. Кнорринг
- Knorringia (Czukav.) Tzvelev, 1987
- Acantholimon knorringianum Lincz., 1952
- Acanthophyllum knorringianum Schischk., 1937
- Artemisia knorringiana Krasch., 1914
- Astragalus knorringianus Boriss., 1947
- Carduus knorringianus Tamamsch., 1953
- Carex knorringiae Kük. ex V.I.Krecz., 1935
- Cousinia knorringiae Bornm., 1916
- Crataegus knorringiana Pojark., 1947
- Delphinium knorringianum B.Fedtsch., 1936
- Echinops knorringianus Iljin, 1922
- Gerbera knorringiana B.Fedtsch., 1915 [≡ Leibnitzia knorringiana (B.Fedtsch.) Pobed., 1963]
- Lagochilus knorringianus Pavlov, 1938
- Ligularia knorringiana Pojark., 1961
- Nepeta knorringiana Pojark., 1954
- Primula knorringiana Fed., 1952
- Scaligeria knorringiana Korovin, 1928 [≡ Elaeosticta knorringiana (Korovin) Korovin, 1948]
- Scutellaria knorringiae Juz., 1957
- Solanum olgae Pojark., 1955
- Tulipa neustruevae Pobed., 1949